# Morusy
Morusy [mɔˈrusɨ] est un village polonais de la gmina de Krypno dans le powiat de Mońki et dans la voïvodie de Podlachie.